# أولكسندر مارتينيوك
أولكسندر مارتينيوك (بالأوكرانية: Мартинюк Олександр Андрійович)‏ هو لاعب كرة قدم أوكراني في مركز الدفاع، ولد في 25 نوفمبر 2001 في أوكرانيا. لعب مع نادي أوليكساندريا ونادي فولين لوتسك.

## وصلات خارجية
- أولكسندر مارتينيوك على موقع قاعدة بيانات كرة القدم.إي يو (الإنجليزية)
- أولكسندر مارتينيوك على موقع Soccerway.com (الإنجليزية)